# スールムナマギ
スールムナマギ（エストニア語: Suur Munamägi）はエストニアの東南の隅に位置する丘である。意味はエストニア語で“大卵山”。標高は318メートル、エストニアだけではなく、バルト三国の最高峰として知られている。高さ29メートルの展望台が建てられ、ロシアやラトビア領まで望める。

## 関連項目

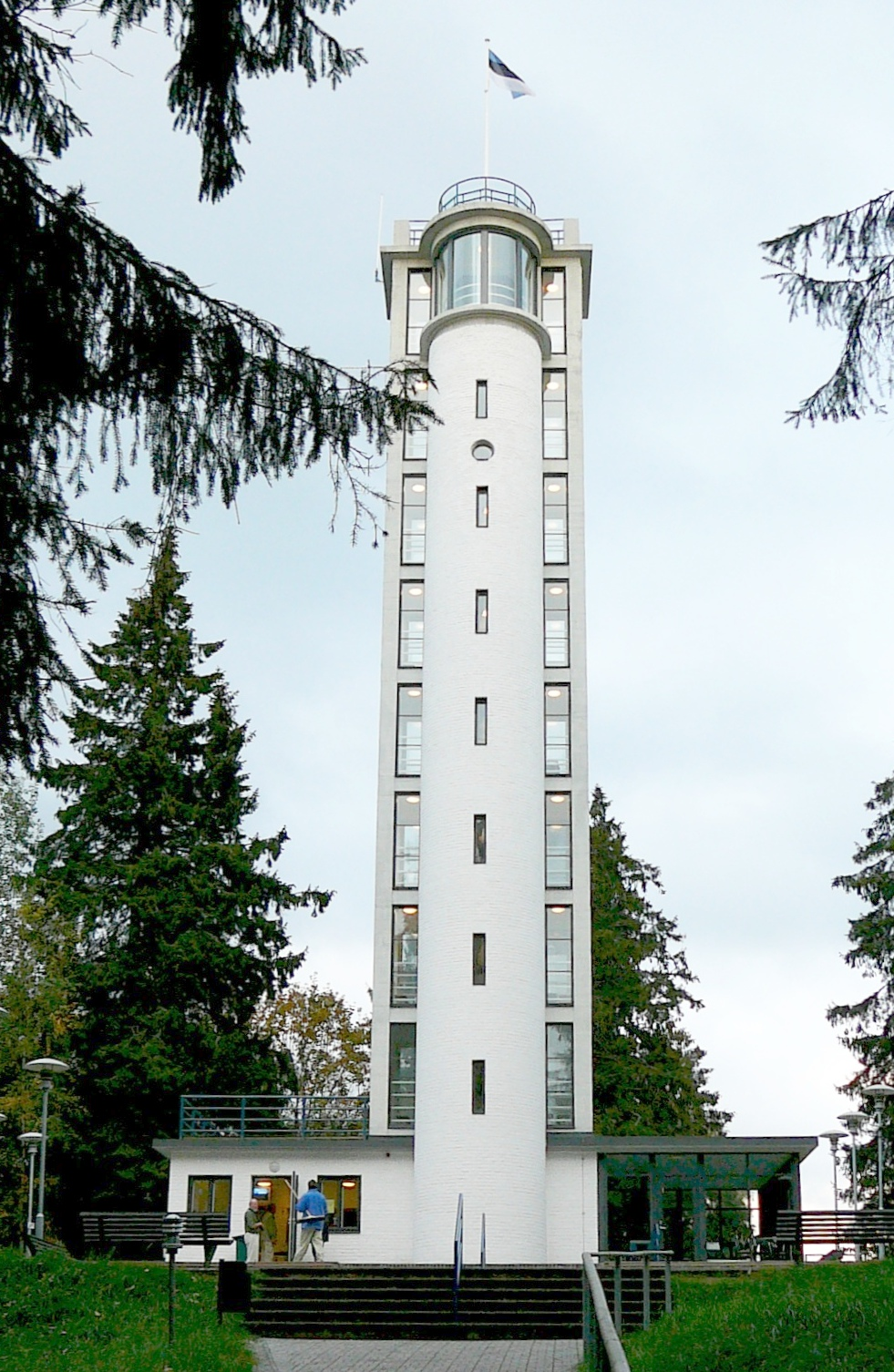
スールムナマギに建つタワー